# شيبرة (عمران)
شيبرة هي إحدى قرى الجمهورية اليمنية. تتبع جغرافيا لمحافظة عمران وإداريًا لمديرية خارف. يبلغ تعداد سكانها 2414 نسمة حسب الإحصاء الذي أجري عام 2004.